# Platysenta otiosa
Platysenta otiosa är en fjärilsart som beskrevs av Walker 1858. Platysenta otiosa ingår i släktet Platysenta och familjen nattflyn. Inga underarter finns listade i Catalogue of Life.